# Road Dogg
Pour les articles homonymes, voir Brian James, Gerard et James.
Brian Gerard James est un catcheur professionnel américain né le 20 mai 1969. Il est connu pour son travail à la World Wrestling Federation où il luttait sous le nom de The Road Dogg. Il était alors membre de D-Generation X et de l'équipe des New Age Outlaws (en association avec Billy Gunn). Il travaille actuellement à la World Wrestling Entertainment en tant que producteur.
Il a travaillé pour la Total Nonstop Action Wrestling de 2002 à 2009.

## Carrière

### World Championship Wrestling (1993-1994)
Il est le frère de Brad Armstrong et fils de Bill Armstrong. Il débuta à la WCW en 1993 comme joober un peu comme son frère qui par la suite devenu joober lorsqu’il quitta pour partir à la WWF.
Lors de l’édition de WCW Worldwide du 14 janvier 1994,il perd face à Lord Steven Regal.

### World Wrestling Federation (1994-2000)
À la fin de 1994 en décembre jusqu'à 1995, il manage Jeff Jarrett pour aider son conquête du WWF Intercontinental Championship.
Lors d'une édition de Smackdown! en septembre 1999,The Rock & Mankind organise pour le WWF Tag Team Championship et il accepte de combattre mais on dévoile son partenaire est Billy Gunn qui est le King Of The Ring de 1999 et ils remportent pour la cinquième fois.
Lors du Unforgiven 1999, ils gagnent avec Billy Gunn contre Edge et Christian et conserve le WWF Tag Team Championship.
Il perdront les titres par équipe à No Way Out 2000, contre Les Dudley Boys.
Il forme une équipe avec R-Truth. Ils affrontent ensemble Edge et Christian.
Il entre dans le Royal Rumble 2000 avec le no 19 et se fait éliminer en 25e position.

### Retour à la World Wrestling Entertainment (2011-...)
Il revient à la WWE lors des Slammy Awards 2011 pour annoncer le nom du gagnant du Pipe Bomb of The Year, arborant un t-shirt de la DX. Il travaille désormais en coulisses pour Vince McMahon en tant que producteur.
Il fait une courte apparition au Royal Rumble 2012 dans le Royal Rumble Match, où il entre avec le no 23 et se fait éliminer par Wade Barrett.

#### WWE Tag Team Champion (2014)
Lors du Raw du 16 janvier, il perd avec Billy Gunn et CM Punk contre The Shield. Lors de Royal Rumble, lui et Billy Gunn battent Cody Rhodes et Goldust et deviennent les nouveaux WWE Tag Team Champions. Lors de Smackdown du 31 janvier, il perd face à Cody Rhodes. Lors de Elimination Chamber, ils battent les Usos. Lors de RAW du 03 mars, ils perdent leurs titres face aux Usos. Lors de WrestleMania XXX, lui, Billy Gunn et Kane perdent face à The Shield.
À la suite de leur défaite à WrestleMania XXX, il semble que leur retour dans les rings soit terminé pour le moment.
Le 6 avril 2018, Road Dogg intronise Jeff Jarrett au Hall of Fame de la WWE. Le 28 janvier 2019 à Raw, il apparaît avec Jarrett, ils se font tous les deux attaquer par Elias. La semaine suivante à Raw, Jarrett perd contre Elias. Après le match, Jarrett et Road Dogg attaquent Elias.

## Palmarès
- All-Star Championship Wrestling
  - 1 fois ACW Tag Team Champion avec Dysfunction

- Catch Wrestling Association
  - 1 fois CWA World Tag Team Champion avec Cannonball Grizzly en 1996[10]

- Continental Wrestling Federation
  - 1 fois CWF Heavyweight Champion en 1993 (en tant que Brian Armstrong)[1]

- Freedom Pro Wrestling
  - 1 fois FPW Tag Team Champion avec Billy Gunn

- Maryland Championship Wrestling
  - 1 fois MCW Tag Team Champion avec Billy Gunn en 2006[11],[12]

- Millennium Wrestling Federation
  - 1 fois MWF Tag Team Champion avec Beau Douglas en 2007[13]

- NWA Wrestle Birmingham
  - 2 fois NWA Alabama Heavyweight Champion en 2005 et 2007[14]

- Pro Wrestling Illustrated
  - PWI Tag Team of the Year en 1998 avec Billy Gunn[15]
  - Classé 43e au classement des 100 meilleures équipes en 2003 (New Age Outlaws)[16]

- Total Nonstop Action Wrestling
  - 2 fois NWA World Tag Team Champion avec Konnan en 2003 et Ron Killings en 2004[17]
  - Gauntlet for the Gold (2003 – Tag Team) avec Ron Killings
  - Feast or Fired (2007 – World Tag Team Championship contrat)

- TWA Powerhouse
  - 1 fois TWA Tag Team Champion avec Billy Gunn

- United States Wrestling Association
  - 1 fois USWA Heavyweight Champion en 1995[18]
  - 2 fois USWA Television Champion en 1996[19]
  - 2 fois USWA World Tag Team Champion avec Tracy Smothers en 1995-1996[20]

- World Wrestling All-Stars
  - 1 fois WWA World Heavyweight Champion[21]

- World Wrestling Federation/Entertainment
  - 1 fois WWF Hardcore Champion en 1998[22]
  - 1 fois WWF Intercontinental Champion en 1999[23]
  - 5 fois WWF World Tag Team Champion avec Billy Gunn en 1995/1998[24]
  - 1 fois WWE Tag Team Champion avec Billy Gunn en 2014
- Wrestling Observer Newsletter
  - Worst Gimmick (1996) (en tant que The Real Double J)[25]

- Wrestle Birmingham
  - 2 fois Wrestle Birmingham Heavyweight Champion